# トニー・ヴィドマー
アンソニー・"トニー"・ヴィドマー（Anthony "Tony" Vidmar, 1970年7月4日 - ）は、オーストラリア・南オーストラリア州アデレード出身の元同国代表サッカー選手、現サッカー指導者。現役時代のポジションはディフェンダー。

## 経歴
地元のクラブアデレード・シティFCでキャリアをスタート。オランダのNACブレダを経て、1997-98シーズンスコットランドの名門レンジャーズFCに入団。ここで150試合以上に出場し、リーグ連覇, カップ2回, スコティッシュリーグカップ, 3回と計7回のタイトル獲得に貢献した。また、UEFAチャンピオンズリーグ 1999-2000予選3回戦・イタリアのパルマFC戦でのゴールは語り継がれるほどだった。2002年、イングランドのミドルズブラFCにフリー移籍で加入した。
しかし、出場機会はあまりなく、レンジャーズ退団後から獲得を目指していたレニー・ローレンス監督の誘いで、翌シーズンにはイングランド2部のカーディフ・シティへと移籍した。カーディフではすぐさまファンから人気選手となり、2005年に以前所属していたNACブレダと契約するまでの間に73試合に出場した。
その後、母国オーストラリアに戻りセントラルコースト・マリナーズFCに所属。2008年2月14日、Aリーググランドファイナル戦後に現役引退を発表した。

## 代表歴
フランク・ファリーナ監督時代は、オーストラリア代表のディフェンスラインの弱点として批判にさらされていたが、フース・ヒディンク監督就任をきっかけにパフォーマンスは大幅に改善され、2006 FIFAワールドカップ・予選大陸間プレーオフ・ウルグアイとの第2戦は特に素晴らしく無失点に抑えた。2試合合計で1-1となったためPK戦に突入すると、当初マーク・ブレッシアーノがキッカーに指名されていたが、ブレッシアーノが負傷により交代したことを考慮し、自ら蹴ることを名乗り出た。この役目を無事に務め3-1に離し、最終的に4-2で勝利した。
クラブの試合中に大腿部を骨折。リハビリ復帰後のメディカルチェックの際に不整脈が見つかったため、2006 FIFAワールドカップのメンバーに選ばれていたものの、2006年5月9日に辞退を発表。さらに、左冠動脈の血栓が原因が判明した。ロンドンでの手術は成功し、プロ選手として再開することが可能となった。2006年10月7日、1-1と引き分けたパラグアイ戦後に代表引退を表明した。

## 指導歴
2017年12月2日、マイケル・ヴァルカニスに代わりメルボルン・シティFCのアシスタントコーチとして招聘された。

## 人物
イタリア及びスロベニアの家系に生まれる。兄は、オーストラリア代表やサンフレッチェ広島でプレーしたアウレリオ・ヴィドマー。